# Маєвський Йосип Альбінович
Йосип Альбінович Маєвський (1874 — 25.12.1937) — український громадський і політичний діяч, публіцист, лікар за фахом.

## Біографія
Народився в м.Трієст (Італія). Член Української партії соціалістів-революціонерів, 1917 обраний до ЦК УПСР. Член Української Центральної ради, Малої ради і Всеукраїнської ради робітничих депутатів. В УПСР очолював течію т. зв. конфедералістів, які обстоювали самостійницькі позиції та виступали проти Всеросійських Установчих зборів. Редагував парт. час. «Конфедераліст» (Київ, 1917—18). Автор численних статей у «Народній волі», «Новій раді», брошур «Федералізм», «Загальноросійські Установчі збори» та ін. Один з організаторів Хотинського повстання проти румунів (січень 1919), очолював т. зв. Хотинську Директорію. Залишився в УСРР. У 1920-х рр. працював у Держліті (Центральне управління у справах преси при Наркомосі УСРР). Репресований. Страчений.